# Nahublattella aristonice
Nahublattella aristonice är en kackerlacksart som beskrevs av Morgan Hebard 1926. Nahublattella aristonice ingår i släktet Nahublattella och familjen småkackerlackor. Inga underarter finns listade i Catalogue of Life.